# Донской, Александр Ильич
Александр Ильич Донской (22 марта 1913, Шендеровка — 26 июня 1956, Киев) — советский тяжелоатлет, двукратный чемпион СССР (1947, 1948), серебряный призёр чемпионата Европы (1947). Заслуженный мастер спорта СССР (1948).

## Биография
Родился 22 марта 1913 года в селе Шендеровка Киевской губернии. Вырос в Киеве, где начал заниматься тяжёлой атлетикой в клубе «Пищевик» под руководством Якова Шепелянского. В период с 1933 по 1940 год пять раз становился призёром чемпионатов СССР в легчайшем и полулёгком весе.
С началом Великой Отечественной войны был мобилизован, попал со своей частью в окружение, при попытке вырваться из которого получил тяжёлое ранение и оказался в концлагере. Бежав из плена, воевал в партизанском отряде, был награждён орденами Отечественной войны I степени и Красной Звезды.
После окончания войны возобновил спортивную карьеру. Во второй половине 1940-х годов входил в число ведущих советских атлетов легчайшего веса. В 1947 и 1948 годах становился чемпионом СССР. В 1947 году принял участие в чемпионате Европы в Хельсинки, где занял второе место, уступив лишь своему товарищу по команде Ивану Аздарову.
После завершения спортивной карьеры работал инженером, был заместителем начальника отдела в проектном институте. Умер 26 июня 1956 года в Киеве.